# Xã Shetek, Quận Murray, Minnesota
Xã Shetek (tiếng Anh: Shetek Township) là một xã thuộc quận Murray, tiểu bang Minnesota, Hoa Kỳ. Năm 2010, dân số của xã này là 296 người.